# Jiří Vopršal
Jiří Vopršal (28. října 1912 Rakovník – 29. prosince 1957 Pardubice) byl český divadelní scénograf, herec a režisér.

## Život

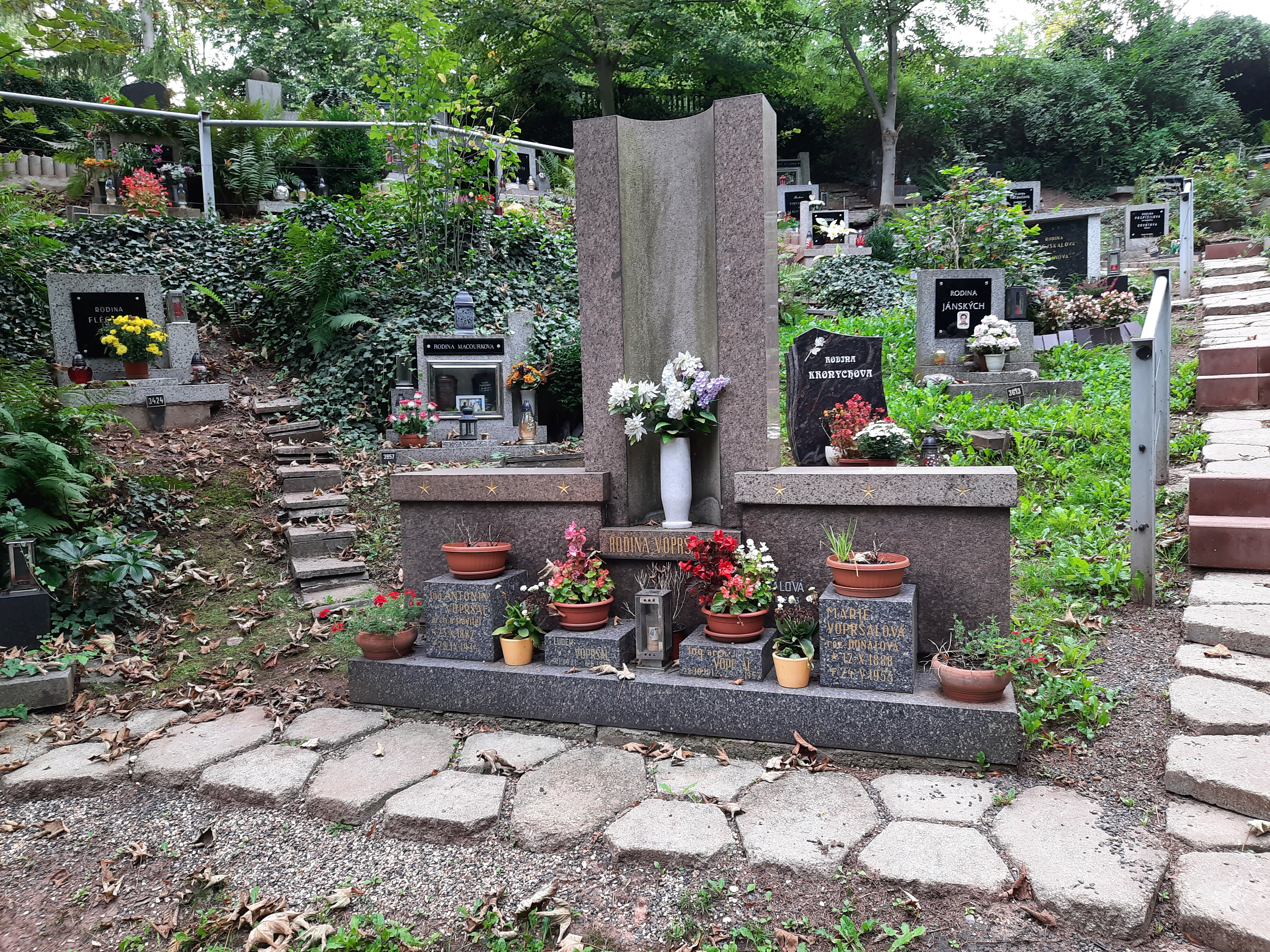
Hrobka rodiny Vopršalovy v urnovém háji na Městském hřbitově v Rakovníku

Vystudoval rakovnickou reálku a poté architekturu a pozemní stavitelství na české technice v Praze. Soukromě se vzdělával u A. Heythuma (divadelní výtvarnictví) a J. Bora (divadelní režie). Na divadle se Jiří Vopršal objevil už jako sedmiletý ve hře Když hračky oživnou a během studií hrál s rakovnickými ochotníky v celkem 30 hrách, sám osm her režíroval, např. Othella (1941). Nejvíce se ale věnoval výtvarné stránce scén a kostýmům, umělecky patřil k avantgardě.
Po válce se účastnil festivalů Jiráskův Hronov (Nová Orestea – 1947, Princezna Pampeliška – 1948 a Ohnivec – 1949) a začal spolupracovat i s profesionálními divadly, např. Národním divadlem, Divadlem Na Vinohradech nebo Osvobozeným divadlem. Kromě Prahy také s oblastními divadly v Plzni, Kladně, Státním divadlem Brno a v Pardubicích, kde byl od roku 1951 až do své smrti šéfem výpravy. Stále však spolupracoval s ochotníky Tylova divadla v Rakovníku. Celkově vytvořil přes 500 divadelních výprav. Zemřel roku 1957 a byl pohřben v rodinném hrobě v urnovém háji na městském hřbitově v Rakovníku.